# Myrmidonistis hoplora
Myrmidonistis hoplora är en fjärilsart som beskrevs av Edward Meyrick 1887. Myrmidonistis hoplora ingår i släktet Myrmidonistis och familjen Crambidae. Inga underarter finns listade i Catalogue of Life.